# Cekro Ekrem

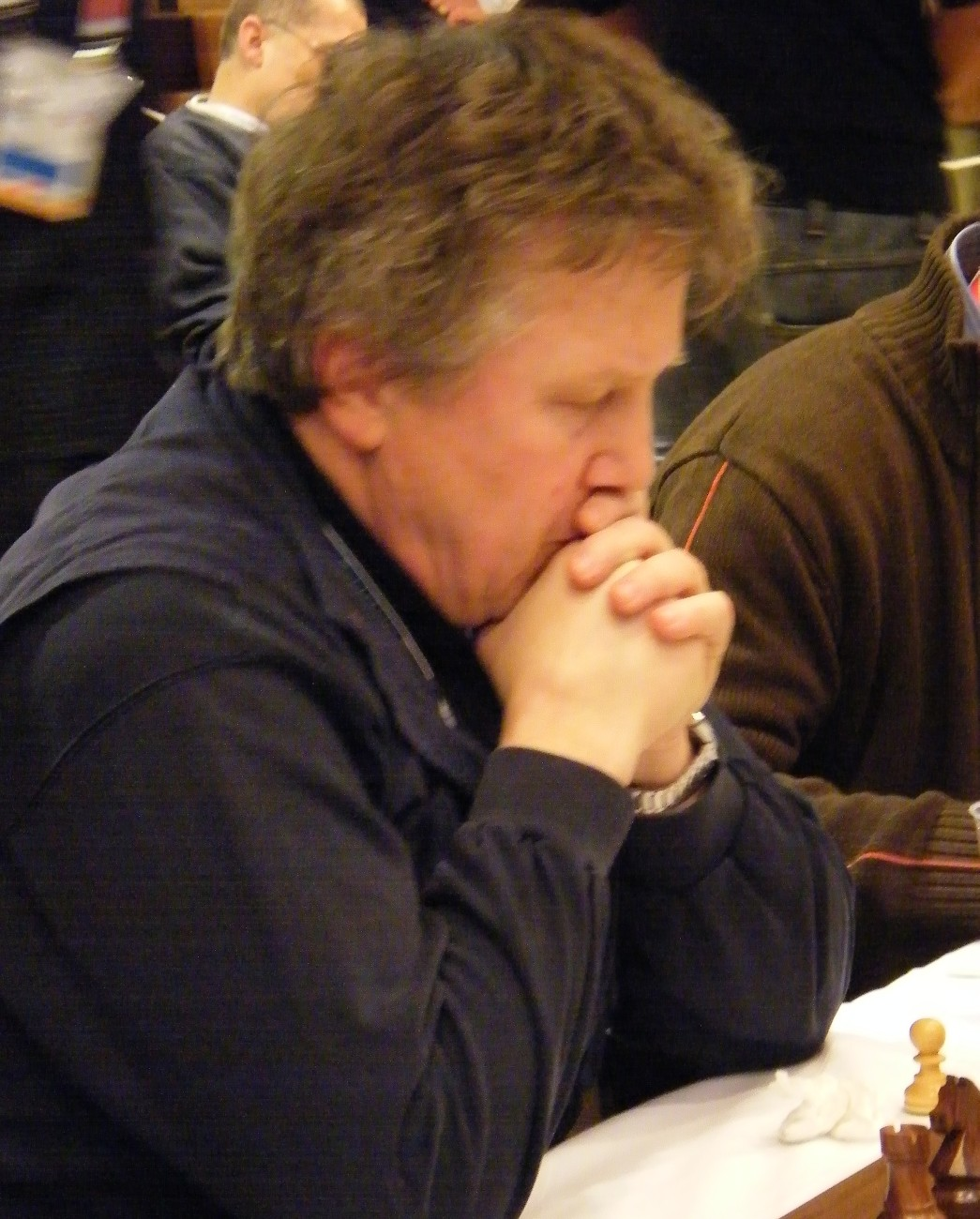
Cekro Ekrem in 2008

Cekro Ekrem (29 juni 1950) is een Belgische schaker met FIDE-rating 2396 in 2017. In 1994 was hij voor de eerste keer schaakkampioen van België. Hij is sinds 1996 een internationaal meester (IM).
- In 1998 waren Cekro Ekrem en Pieter Claesen beiden Belgisch kampioen.
- In 2002 speelde hij mee in de 35e Schaakolympiade te Bled (Slovenië).
- In 2003 was hij winnaar van de derde Databalk Snelschaaknacht.
- Bij de 36e Schaakolympiade in 2004 in Calvià, waren zijn teamgenoten Eddy Van Beers, Laurent Bruno en Geert Van der Stricht. Het Belgische team eindigde als 58e.
- In juli 2005 werd in Aalst het kampioenschap van België bij de heren verspeeld dat door Alexandre Dgebuadze met 7 uit 9 gewonnen werd. Paul Motwani eindigde als tweede met 6.5 punt terwijl Marc Dutreeuw met 5.5 punt op de derde plaats eindigde. Ekrem werd zesde met 5 punten
- Op 1 oktober 2005 speelde hij mee in het toernooi om het open NK Rapidschaak dat in Vlaardingen verspeeld werd. Hij eindigde met 5 uit 9 op de 19e plaats.
- Op 12 november 2005 won Friso Nijboer met 13 uit 15 het Kaaieman snelschaak toernooi dat in Bunschoten-Spakenburg verspeeld werd. Ekrem eindigde samen met Dennis de Vreugt met 8.5 punt op een gedeelde zevende plaats.
- In 2007 won hij met 7 pt. uit 7 een rapidtoernooi in Leopoldsburg.[1]
- In 2007 werd hij gedeeld 10e-15e, met onder meer Piet Peelen, op het elfde OGD rapid-toernooi in Delft, dat werd gewonnen door Andrej Orlov.[2]
- In 2016 werd hij gedeeld tweede bij het Open Johan van Mil snelschaaktoernooi, een half punt onder de winnaar Benjamin Bok.[3]

## Externe koppelingen
- (en)   Informatie over schaakpartijen van Cekro Ekrem op ChessGames.com
- (en)   Informatie over schaakpartijen van Cekro Ekrem op 365chess.com
- (en)  FIDE-ratinggegevens voor Cekro Ekrem